# 고창 전투
고창 전투(古昌 戰鬪)는 930년 신라 고창(현재 안동)에서 고려의 왕건과 후백제의 견훤이 치른 결전으로 927년 공산 동수 전투와 함께 후삼국 시대 중요한 전투로 꼽히며, 왕건이 승리해 후삼국 통일의 기반을 다지고 후백제는 쇠퇴했다.

## 배경
927년 9월 후백제군은 견훤이 친히 이끌고 공산 동수 전투에서 왕건을 사실상 사로잡았고, 왕건의 주요 부장인 신숭겸, 김락, 전이갑·전의갑 형제 등을 전사시키고 대승을 거둔다. 공산 동수 전투 이후 사기가 오른 후백제군은 930년 7월 견훤이 직접 갑병 5000명을 이끌고 출정, 의성부를 공격해 함락시켰고 그곳의 성주이자 왕건의 지지자였던 홍술이 전사했다. 그 해 930년 12월 후백제군은 교통의 요충지 고창으로 몰려들었고 이에 왕건은 그곳을 지키기 위해 군대를 이끌고 있었다.

## 전투 과정
왕건이 고창에 오자 고창 호족 김선평, 권행, 장정필 등은 성민들을 이끌고 왕건에게 투항하였다. 김선평, 권행, 장정필 등은 군대와 식량을 대주었고 고려군은 먼저 후백제군의 식량 보급대로 공격해 보급로를 끊었고 왕건은 대군을 이끌고 고창 병산으로 진격해 3~4일 간의 접전 끝에 고창 지역의 지방 호족들의 지지를 얻은 고려군이 후백제군 8000명을 사살하고 대승을 거두었고 결국 후백제가 항복을 하였다.

## 결과 및 영향
이 결정적인 전투로 후삼국의 판도는 바뀌었고 경상도 일대의 견훤 세력을 몰아낼 수 있었으며, 이어서 영안(현재 안동시 풍산읍), 하곡(현재 안동 부근), 송생(현재 청송), 직명(현재 안동 부근) 등 30고을과 동해안 지방의 명주(현재 강릉)에서 흥례(현재 울산)에 이르는 100개의 성이 왕건에게 귀부했다. 신라의 경순왕도 왕건에게 축하 편지를 보내며, 은근히 항복할 뜻을 보였다. 고려는 이 전투로 후삼국 통일의 기반을 마련했고 그 후 후삼국을 통일한다.

## 같이 보기
- 공산 전투